# Преградная (река)
Прегра́дная — река в Таймырском Долгано-Ненецком районе Красноярского края России, впадает в залив Фаддея моря Лаптевых. Длина реки — 107 км, площадь водосборного бассейна — 1660 км².
Исток реки находится на северо-востоке полуострова Таймыр, река стекает с северного склона ледника Нежданного в горах Бырранга, на высоте более 433 м над уровнем моря. Течёт преимущественно на север, сначала по горной тундре, ближе к устью — по арктической. В среднем течении, перед впадением реки Каменной, русло расширяется до 87 м, при этом глубина остаётся весьма незначительной, около 0,7 м. После впадения Каменной делает изгиб к востоку. Многочисленные шиверы, перекаты и осерёдки. На берегах распространён термокарст. Берега часто заболоченные, песчаные. Впадает в залив Фаддея с юга несколькими рукавами в 10 км к северо-востоку от устья реки Городкова. В нижнем течении ширина русла составляет 63 м при глубине 0,5 м, скорость течения в низовьях — 0,3 м/с.

## Основные притоки
Указаны поименованные притоки длиной 20 км и более.
| Название | Расстояние от устья | Длина | Положение |
| -------- | ------------------- | ----- | --------- |
| Каменная | 47                  | 38    | правый    |
| Яуза     | 53                  | 23    | правый    |
| Проня    | 60                  | 33    | левый     |

## Данные водного реестра
По данным государственного водного реестра России и геоинформационной системы водохозяйственного районирования территории РФ, подготовленной Федеральным агентством водных ресурсов:
- Бассейновый округ — Енисейский
- Речной бассейн — Хатанга
- Речной подбассейн — Хатанга от слияния Хеты и Котуя до устья
- Водохозяйственный участок — Реки бассейна моря Лаптевых от мыса Прончищева до границы между Таймырским (Долгано-Ненецким) АО и Республикой Саха (Якутия) без реки Хатанга
- Код объекта в государственном водном реестре — 17040400212117600000921[4].